# The Magnettes
The Magnettes är ett pop-band från Pajala.

## Biografi
The Magnettes startades 2007 under namnet Sanna och Rebecka av Sanna Kalla (född 1993) och Rebecka Digervall (född 1993). Bandet utvecklades av BD pop och fick med den slutgiltiga medlemmen Tomas Bäcklund Tuneström (född 1987) namnet The Magnettes. Musiken som The Magnettes gör har ofta kallats 21 century Fuck Pop, ett uttryck som myntades av Digsin:s chef Jay Frank.

## Bandet
Första singeln var Papercut som släpptes på BD pop 2012. Ungefär samtidigt börjar dokumentärfilmaren Hans-Erik Therus filma bandet till dokumentärfilmen "Pajala State of Mind"  som hade premiär på Göteborgs filmfestival 2015. Filmen slutar med när bandet gör sin första USA spelning i juni 2014 i NYC på New Music Seminar. 
Efter New Music Seminar började bandet jobba med artistutvecklingsföretaget och mangementet Musichelp som med hjälp från BD pop bokade bandet till Live at Heart showcase festival i Örebro 2014, samt till SXSW i Austin Texas 2015. Den 24 november 2014 släppte bandet sin andra singel Who We Are via BD pop. I mars 2015 släppte bandet sin tredje singel Sore Feet & Heartbeat.Under SXSW i mars 2015 upptäcktes bandet av skivbolaget Digsin från Nashville. Bandet åkte direkt från Austin till Nashville och skrev de tre första singlarna till sitt debutalbum Bones, Killers in a Ghost Town, Sad Girls Club. Under SXSW fick de även en inbjudan att spela på The Great Escape i Brighton 2015. 
Bandet spelade igen på Live at Heart i Örebro 2015. De spelade även på Future Music Forum i Barcelona i september 2015. De åkte i oktober på USA turné som avslutades på CMJ festivalen i NYC där de släppte att de blivit signerade av Digsin och släppte sin första singel Bones på skivbolaget. Bones handlar om hur kvinnor porträtteras i popmusiken.
19 februari 2016 släpptes singeln Killers in a Ghost Town. The Magnettes spelade på showcase festivalerna Where´s the Music i Norrköping och BY:Larm i Oslo. De åkte som förband till danska Ida Gard i Danmark under hennes Womb Tour. I maj åkte de till Kanada till Canadian Music Week i Toronto. De spelade flera shower under Almedalsveckan i Visby på Fotografiskas utställning Ikoner. 9 september 2016 släpptes den tredje singeln Hollywood. Under videoinspelningen av Hollywood kraschade bandet filmpremiären av filmen om Steve Jobs. 30 september spelade de på Youbloom festival i Los Angeles. 
20 januari 2017 släppte singeln Sad Girls Club som en protest mot att Donald Trump installeras som USA:s president. Singeln lanserades med en egen hemsida Sadgirlsclub.net. 
21 april 2017 släpptes singeln Young and Wild som är en del av tv-serien Finaste Familjen flera låtar i tv-serien är skrivna av Rebecka Digervall, Tomas Bäcklund Tuneström, Martin Skoog och Fredrik Söderström. 
I maj 2017 började Rebecka och Sanna blogga för SVT och programserien Min Squad. 26 maj 2017 släpptes singeln So Bad. Bandet spelade på Youbloom Dublin på Ireland. I juni åkte de på ytterligare en USA turné där sista anhalten var världens största musikfestival Summerfest där de var uttagna som en av 20 Emergin Acts. Deras singel Hollywood användes i samband med lanseringen av det nya området som byggs upp i Värtahamnen. 
30 juni släpptes debutalbumet Ugly Youth via Digsin. Bandet spelade samma dag på Putte i Parken i Karlstad.
The Magnettes framträder i buren under Musikhjälpen i Umeå den 16 December 2017. Den 28 december presenterar p3 att The Magnettes singel "Young and wild är en av de tionde mest spelade låtarna i P3 under 2017.
Den 18 Januari 2018 på Eurosonic Noorderslag i Groningen presenterar The Magnettes sin nya scenshow och låtar till album nummer två. Spelningen dokumenteras av tyska tv kanalen WDR och programmet Rock Palast Direkt efter, den 20 Januari i Göteborg spelade The Magnettes på P3 Gulds efterfest. I Februari 2018 gör The Magnettes en större Tysklands turné på åtta datum under namnet "Ugly Youth Tour".
I Mars 2018 återvänder de till SXSW i Austin Texas för att spela över 12 spelningar under festivalen. 
19 Mars 2018 sänds första avsnittet av Bastubaletten på SVT där Sanna Kalla är en av deltagarna, programmet innehåller även låtar från The Magnettes . 6 April 2018 spelar The Magnettes på Tallinn Music Week på Von Krahl. Estniska ERR och Raadio2 sänder det live. 10 April 2018 gästar The Magnettes P3 Session och framför sin osläppta singel KimnKanye samt en cover på Ariana Grandes Side to Side programmet sänds i maj 2018. 19 April 2018 spelar bandet sin första spelning i Polen på ENEA Spring Break där WLKM utser dem till ett av de bästa framträdanden under festivalen.
Sommaren 2018 återkommer bandet på flera stora festivaler som Putte i Parken Stockholm, Euro Pride i Stockholm samt öppnar upp för Ke$ha på Summerfest i Milwaukee i USA. De blir även det första västerländska bandet att spela på Golden Melody Festival under Golden Melody Awards i Taiwan  . Golden Meliody Awards ses som motsvarigheten till Asiens Grammy Award och har flera miljoner tittare .
I September 2018 gjorde The Magnettes en mindre skolturné på två veckor i Norrbotten 
Den 23 November 2018 släpptes singeln ANX. Singeln beskrevs av bandet som "ANX är ösig, men typ ambivalent ösig. Den handlar om FOMO (Fear of missing out), att du vill ge dig hän men kan inte. När du känner att du måste hänga med i det alla andra gör men att det inte kommer naturligt för dig."
27 Januari hade kortfilmen Turpa Kiinni Minun Haters (engelsk titel: Shut Up Haters) premiär på Göteborgs filmfestival, regisserad av Jon Blåhed. Filmen bygger löst på The Magnettes karriär och liv. Deras musik finns även med i själva filmen. Titeln kommer från en textrad i låten "Killers in a Ghost Town".
1 Mars 2019 släpptes singeln Kim N Kanye som beskrivs av bandet "Kimnkanye handlar om att gå ut på en lördagskväll med din bästa vän, vara luspank men ändå leka med de rika barnen och känna att du äger världen när vi är tillsammans.". Samtidigt släpptes videon till Kim N Kanye som är regisserad av Martin Åhlin. Releasepartyt för singeln hölls i London på klubben 229 där bandet även spelade live.
31 Maj 2019 släpptes singeln Shakes (Falling in Love) i samband med att bandet spelade på The Alternative Escape som är en del av The Great Escape i Brighton, UK. Den officiella videon släpptes den 17 Juli 2019.
Under hösten 2019 gjorde the Magnettes flera Europa turnéer. De uppträdde på Waves Vienna i Österrike och Pin Conferance i Makedonien.
I 12 februari 2020 hade filmen "The Magnettes" ur premiär i Luleå. En dokumentär om The Magnettes där filmaren Martin Åhlin följer deras turnerande världen över. Filmen regisserades av Martin Åhlin och Frida Tuneström. Filmen släpptes under Umeå Europeiska Filmfestival 24 till 28 November 2021 och The Magnettes framträdde live. Dokumentären fick betyget fyra plus av Aftonbladet.
Den fjärde april 2020 spelade The Magnettes nya singeln "American" akustiskt på SVT programmet Min Röst: Minun ääni. Singeln släpptes den 12 Juni 2020. "American" började under sommaren 2020 rotera på flera europeiska radio stationer. I Sverige tog P4 in den på rotation och den 23 Augusti 2020 blev "American" utmanare på Svensktoppen
Under Covid pandemin framträder The Magnettes digitalt på flera showcasemässor runt om i världen bland annat MU:CON i Korea, Fira B och Cranc i Spanien, SIM San Paolo och Rio Music Market i Brasilien, Indie Week i Kanada och Mondo NYC i USA.
2021 den 12 Mars släppte The Magnettes den specialskrivna singeln för Luleå Hockey "We Make It Look Easy". 2021 den 27 Augusti släppte de den specialskrivna låten "Tangerine Skies" till Luleå Pride samtidigt de gör sitt första live framträdande på festivalen dagen efter. Det första riktiga liveframträdandet för The Magnettes sedan början av Covid pandemin i mars 2020.
I oktober 2021 meddelar de att de signerat med det nya musikbolaget K51 och första singeln "Monster" kom på det nya bolaget den 14 Januari 2022.

## Utmärkelser
| År   | Kategori/beskrivning |
| ---- | --- |
| 2016 | Nominerade till Årets Norrbottning |
| 2017 | 6 juli blev The Magnettes utvalda som Framtidens artist på P3 |
| 2017 | Utvalda till 20 Emergin artists på Summerfest |
| 2017 | Årets låtskrivare stipendiat på Live at Heart |
| 2018 | 22 Januari blir bandet nominerade till Creative Hero Award ett pris till någon som förverkligat en kreativ idé och som adderat ytterligare lyskraft till Norrbotten |

## Bandmedlemmar
- Rebecka Digervall (sång)
- Sanna Kalla (sång)
- Tomas Bäcklund Tuneström (gitarr, trummor, keyboard)

## Diskografi
Singlar
- 2012 - Papercut
- 2014 - Who we are
- 2014 - Sore feet & Heartbeats
- 2015 - Bones
- 2016 - Killers in a Ghost town
- 2016 - Hollywood
- 2017 - Sad Girls Club
- 2017 - Young and Wild
- 2017 - So Bad
- 2018 - ANX
- 2019 - Kim n Kanye
- 2019 - Shakes (Falling in Love)
- 2020 - American
- 2021 - We Make It Look Easy
- 2021 - Tangerine Skies
- 2022 - Monster
- 2023 - Birthday

Album
- 2017 - Ugly Youth